# Лимити, Паоло
Паоло Лимити (итал. Paolo Limiti; 8 мая 1940, Милан — 27 июня 2017, там же) — итальянский журналист, писатель, теле- и радиоведущий, автор песен.

## Биография
Паоло Марио Лимити родился в Милане 8 мая 1940 года. Свою карьеру начал в качестве журналиста, а в 1960 году начал долгое сотрудничество с Майком Бонгиорно в качестве автора своих собственных радио- и телевизионных программ. Популярны были его программы-ретроспективы.
С середины 1960-х годов как известен как поэт-песенник, его первый успех — песня «La voce del silenzio», исполненная Тони Дель Монако, а позже её английская версия «Silent Voices» была записана Дайон Уорвик для альбома Dionne Warwick in Valley of the Dolls. Его песни также исполняли Мина, Клаудиа Мори, Миа Мартини, Демис Руссос, Орнелла Ванони, Пеппино ди Капри, Ива Дзаникки, Фарида, Аль Бано и многие другие.
В 2014 году стал лауреатом премии America Award, вручаемой фондом «Италия—США».
Паоло Лимити умер в Милане 27 июня 2017 года от продолжительной болезни.